# Аусеклис (футбольный клуб)
«Аусеклис» (латыш. Futbola klubs „Auseklis”) — бывший советский и латвийский футбольный клуб из города Даугавпилс.
Команда играла в чемпионатах Латвийской ССР, а также — в сезонах 1992—1994 — в высшей лиге чемпионата Латвии.

## Названия
- «Даугава» (1944—1950)
- СКЖД (Спортивный клуб железной дороги) (1952)
- «Даугавпилс» (1955—1956)
- «Строитель» (1959—1963)
- ЗСК (Завод строительных конструкций) (1964—1967)
- «Локомотив» (1968—1969)
- «Строитель» (1970)
- «Даугава» (1971—1972)
- «Химик» (1973—1986)
- «Целтниекс» («Строитель») (1987—1991)
- ДЮСШ/«Целтниекс» (1992)
- «Аусеклис» (1993—1994)

## Достижения
Чемпионат Латвийской ССР
- Чемпион — 2 раза (1978, 1980).
- Серебряный призёр — 4 раза (1964, 1976, 1985, 1987).
- Бронзовый призёр — 6 раз (1975, 1977, 1979, 1981, 1988, 1989).

Кубок Латвии
- Обладатель — 3 раза (1976, 1979, 1991).
- Финалист — 3 раза (1961, 1981, 1989).

## Главные тренеры
- Николай Сысоев (1959–1963)
- В. Елькин (1964)
- Виктор Музалевский (эпизодически)
- Геннадий Макаркин
- Юрий Мельниченко
- Виктор Музалевский (1975)
- Владимир Рыба (1976–1981)
- Валерий Куницкий (1981–1991)
- Геннадий Пашин (1992–1994)